# One, Two, Three, Four
One, Two, Three, Four es el primer EP de Jimmy Eat World. Fue distribuido por Wooden Blue Records en 1994.
En este disco forma parte el bajista original de la banda, Mitch Porter, que, no mucho tiempo después sería reemplazado por el definitivo Rick Burch.
En este EP puede comprobarse las influencias punk rock de la banda en sus orígenes.

## Listado de canciones
1. "Look At You"
2. "Indecent Exposure"
3. "Angst For Joel"
4. "One, Two, Three, Four"

- Datos: Q7093322